# Raïon d'Oust-Koulom
Le raïon d'Oust-Koulom (en russe : Корткеросский район, Kortkerosski raion, en komi : Кӧрткерӧс район, Körtkerös raion) est un raïon de la république des Komis, en Russie.

## Géographie
D'une superficie de 26 368 km2, le raïon d'Oust-Koulom est situé au sud de la république des Komis.
Au nord, il est bordé par Oukhta et le par raïon de Sosnogorsk, à l'est par le raïon de Troïtsko-Petchorsk, au sud par le kraï de Perm et à l'ouest par le raïon de Kortkéros.
Le raïon comprend 22 communes rurales : Anyb, Derevjansk, Diasyorja, Don, Dzyol, Yougydyag, Kebanyol, Kerchomja, Kroutoborka, Koujba, Myjoldino, Nijni Votch, Nosim, Partch, Pomozdino, Pojeg, Routch, Timcher, Oust-Koulom, Oust-Nem, Voldino et Zimstan.
Le centre administratif du raïon est le village d'Oust-Koulom, situé à 189 kilomètres de Syktyvkar la capitale de la république.
Selon le recensement de 2002, 79 % des habitants étaient Komis, 16 % Russes et 2 % Ukrainiens.
L'économie repose sur la sylviculture et l'agriculture.
Le journal local en langue komi est Parma gor.

## Démographie
La population du raïon d'Oust-Koulom a évolué comme suit:
| 2002   | 2009   | 2011   | 2013   | 2015   |
| ------ | ------ | ------ | ------ | ------ |
| 32 146 | 30 189 | 26 690 | 25 853 | 25 223 |

| 2019   | 2021   | - | - | - |
| ------ | ------ | - | - | - |
| 23 769 | 22 654 | - | - | - |

## Galerie

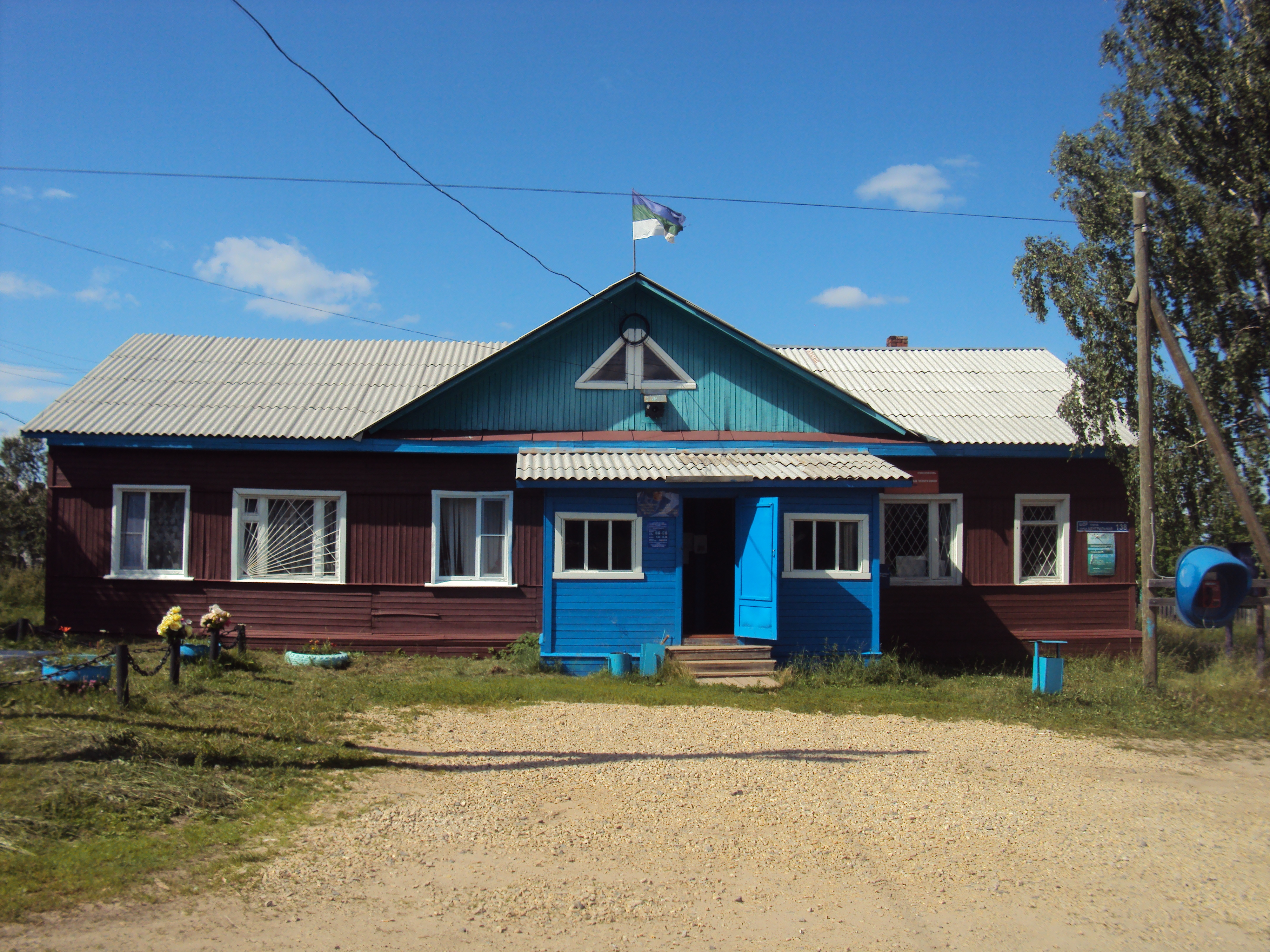
Siktsovet.
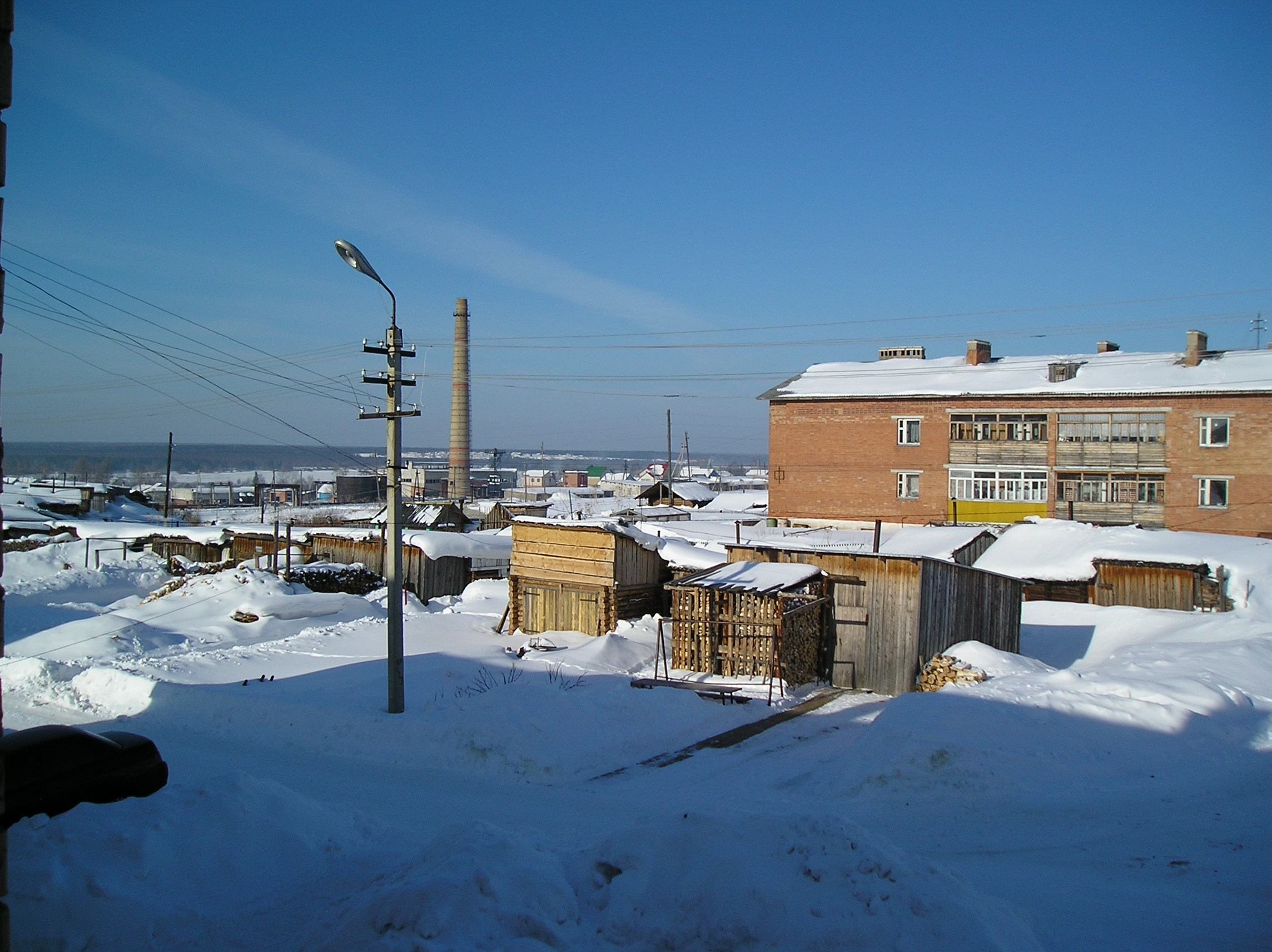
Oust-Koulom.
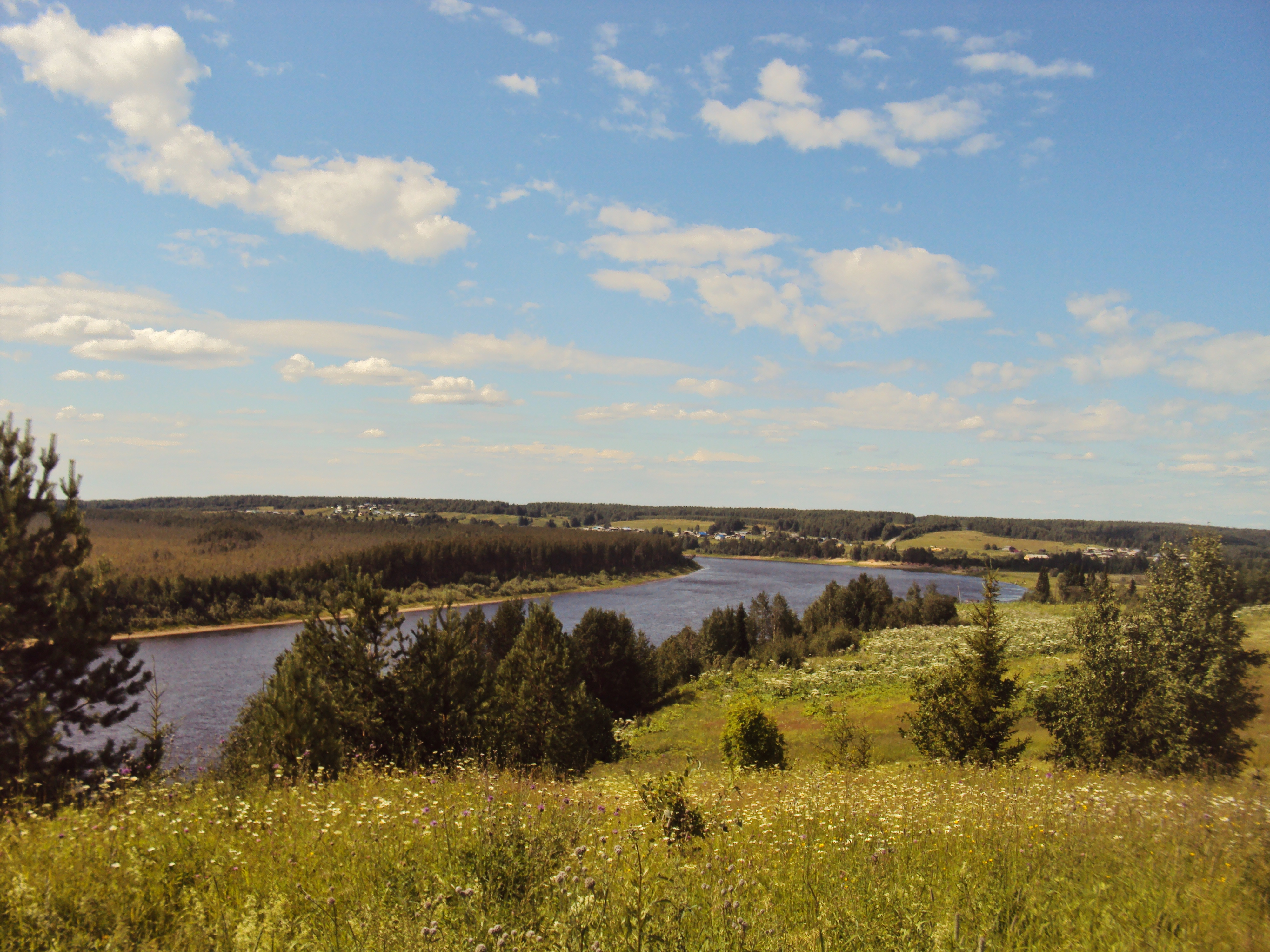
Vytchegda